# Гомбын-Хунды
Гомбын-Хунды (бур. Гомбын хүнды), Гомбо хүнды — село в Могойтуйском районе Агинского Бурятского округа в Забайкальском крае России. Входит в состав сельского поселения Ага-Хангил.

## География
Гомбын-Хунды находится у восточной окраины села Ага-Хангил.

## История
Село официально образовано в 2014 году.
Первое упоминание будущего селения появилось до 2012 года как улица Новая (Гомбо хунды) села Ага-Хангил
Населённый пункт с предполагаемым наименованием Гомбо-Хунды образован в мае 2014 года путём выделения из села Ага-Хангил.
В устав муниципального района «Могойтуйский район» Забайкальского края было внесено название села Гомбо хунды.
Однако при законодательном закреплении названия села произошло смена имени: в мае 2017 Законодательное собрание Забайкальского края утвердило наименование населённого пункта Гомбын-Хунды.
Распоряжением Правительства России от 11 октября 2018 г. № 2186-р присвоено наименование вновь образованным населенном пунктам — сёлам Гомбын-Хунды и Известковое.

## Население
| 2021 |
| ---- |
| 0    |

## Инфраструктура
Животноводство. Личное подсобное хозяйство.

## Транспорт
Выезд на автомобильную дорогу федерального значения А350 Чита — Забайкальск — государственная граница с Китаем.